# Pierre Touzet
Pierre Touzet est un prêtre catholique et homme politique français né le 7 avril 1738 à Castelmoron (Guyenne) et décédé le 28 février 1817 à Saint-Jean-de-Blaignac (Gironde).
Curé de Sainte-Terre, il est député du clergé aux États généraux de 1789 pour la sénéchaussée de Libourne. Il vote avec la majorité, mais refuse de prêter le serment civique.

## Sources
- « Pierre Touzet », dans Adolphe Robert et Gaston Cougny, Dictionnaire des parlementaires français, Edgar Bourloton, 1889-1891 [détail de l’édition]